# Pentagonalt pyramidtal
Pentagonalt pyramidtal är en sorts figurtal som anger antalet objekt i en pyramid med en pentagonal bas. Det n:te pentagonala pyramidtalet är lika med summan av de n första pentagontalen.
De första pentagonala pyramidtalen är:
0, 1, 6, 18, 40, 75, 126, 196, 288, 405, 550, 726, 936, 1183, 1470, 1800, 2176, 2601, 3078, 3610, 4200, 4851, 5566, 6348, 7200, 8125, 9126, 10206, 11368, 12615, 13950, 15376, 16896, 18513, 20230, 22050, 23976, 26011, 28158, 30420, 32800, 35301, 37926, 40678, … (talföljd A002411 i OEIS)
Formeln för det n:te pentagonala pyramidtalet är:
{\displaystyle {\frac {n^{2}(n+1)}{2}}}
så det n:te pentagonala pyramidtalet är genomsnittet av n2 och n3. Det n:te pentagonala pyramidtalet är också n gånger det n:te triangeltalet.
Den genererande funktionen för pentagonala pyramidtal är:
{\displaystyle {\frac {x(2x+1)}{(x-1)^{4}}}.}